# 周應時
周應時（？年—？年），湖廣永州府零陵縣人，由附生遵衡工例加捐主簿，嘉慶十七年六月署四川順慶府岳池縣典史。是一位政治人物，明清時曾在四川順慶府岳池縣（位於今四川東北部，武周萬歲通天二年分南充、相如二縣置，是一個千年古縣）擔任官吏。